# バレーボールアフガニスタン男子代表
バレーボールアフガニスタン男子代表（バレーボールアフガニスタン だんしだいひょう）は、バレーボールの国際大会で編成されるアフガニスタンの男子バレーボールナショナルチームである。

## 歴史
1980年に国内協会が国際バレーボール連盟へ加盟。これまでにほとんど主な国際大会出場がない後発チームの1つで、2006年世界選手権大陸予選に初めて出場した。2009年アジア選手権はエントリーしながら棄権したため初出場とならなかった。2017年7月付のFIVBランキングは78位である。

## 過去の成績

### オリンピックの成績
- 出場なし

### 世界選手権の成績
- 2006年 - アジア予選敗退

### アジア選手権の成績
- 出場なし